# Theraphosa apophysis
Theraphosa apophysis é uma espécie de aranha pertencente à família Theraphosidae (tarântulas).